# Klaxons
Cet article concerne le groupe de rock britannique. Pour la marque d'avertisseurs sonores, voir Klaxon (marque). Pour le groupe français, voir Klaxon (groupe).
Klaxons est un groupe de rock indépendant britannique, originaire de Londres, en Angleterre. Il est formé en 2005 et est promoteur de la mouvance new rave. Après avoir sorti quelques singles et EP sur des labels indépendants et trouvé le succès avec leurs singles Magick et Golden Skans, ils sortent leur premier album Myths of the Near Future début 2007. L'album remporte le prestigieux Mercury Music Prize. Après avoir très largement tourné à travers le monde, le groupe commence à travailler sur leur deuxième album à l'été 2007.
Après de nombreuses sessions d'enregistrement, qui ont débouché notamment sur la refonte totale de l'album à la demande de leur maison de disques début 2009, Surfing the Void voit enfin le jour le 23 août 2010. Le groupe cesse ses activités en 2015.

## Biographie

### Formation (2005–2006)
Jamie Reynolds a grandi à Bornemouth, puis à Southampton, quand il avait environ 20 ans. Il laisse tomber les études de philosophie à l'Université de Greenwich pour aller travailler dans un magasin de disques, avant de s'installer à Londres et de se faire licencier. Simon Taylor Davis et James Righton ont grandi à Stratford-upon-Avon, ils se rencontrent à l'école. Le trio se forme dans le quartier de New Cross à Londres, après leur rencontre grâce à la petite amie de Jamie Reynolds. James Righton était professeur à l'époque. En partant de New Cross, le groupe emménage dans une maison avec des membres du groupe Pull Tiger Tail, il leur arrivent de tous se produire ensemble sur scène en tant que Hollywood is a Verb en 2004.
James apprend à Simon à jouer de la guitare, et avec l'argent du licenciement de Jamie, ils achètent un kit de studio. Ils enregistraient et jouaient en live sous le nom de Klaxons (Not Centaurs), une citation du texte futuriste Manifeste du futurisme de Filippo Tommaso Marinetti. Au début le groupe jouait avec le batteur Finnigan Kidd en 2005, jusqu'à ce que Kidd les laisse pour aller avec un autre groupe de New Cross, Hatcham social. Son remplaçant Steffan Halperin arrive en février 2006, mais son officialisation ne survient qu'au début 2007. Il reste le plus souvent absent des clips. À cette époque, le groupe commence à jouer sous leur nom actuel Klaxons.

### Myths of the Near Future(2006–2008)

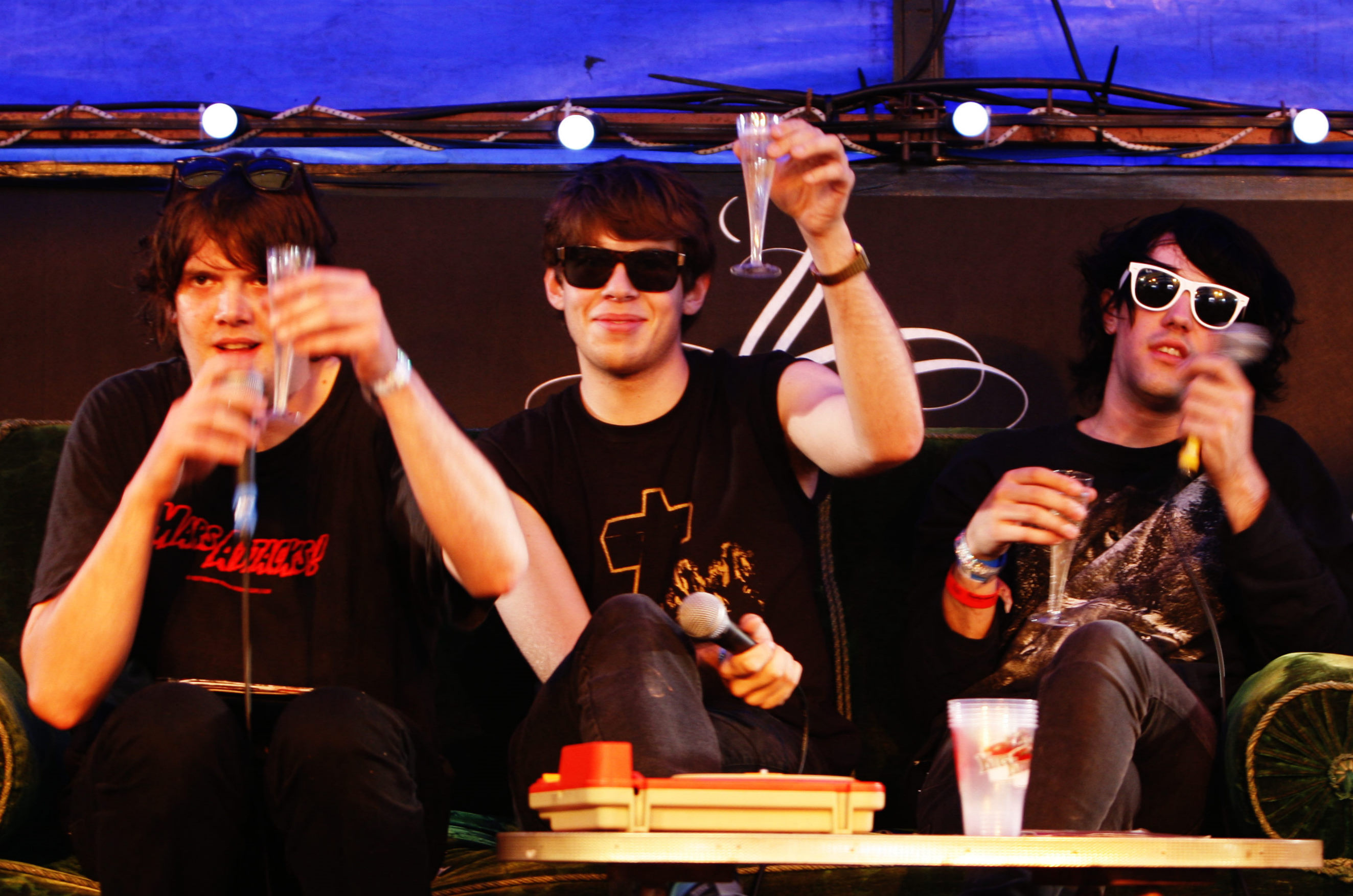
Jamie Reynolds, James Righton et Simon Taylor-Davis aux Eurockéennes en 2007.

Le premier single des Klaxons, Gravity's Rainbow, est sorti le 29 mars 2006 chez Angular Records, tiré à seulement 500 exemplaires,. Steve Lamacq de BBC Radio 1 est le premier DJ à passer le morceau, et à les inviter à venir jouer une session live en studio. Le deuxième single, Atlantis to Interzone, est sorti le 12 juin chez Merok Records. La chanson bénéficie d'une couverture radio importante grâce à Zane Lowe et Jo Whiley, qui, à plusieurs reprises, ont écorché le nom du titre Atlantis to Interscope pour l'un et Atlantic to Interscope pour l'autre,. Les Klaxons sortent leur premier EP Xan Valleys le 16 octobre 2006 chez Modular Recordings qui contient leurs deux premiers singles aux côtés de divers remixes. Le groupe joue ses premières dates nord-américaines au East Village de New york en octobre 2006.
Le groupe signe chez Polydor en août 2006, à la suite de nombreuses offres d'autres labels pour un montant que James Righton qualifie de « ridiculement à côté de la plaque », et ajoute que le groupe signe pour beaucoup moins à la condition qu'ils puissent disposer de leur propre label, Rinse Records. Le premier single sorti chez ce label Magick est sorti le 30 octobre 2006 et atteint la 29e place de l'UK Singles Chart à sa sortie.
En août 2006, les Klaxons jouent au double festival Reading et Leeds sous la tente Carling, la plus petite scène de ces festivals, obligeant un grand nombre de personnes à regarder depuis l'extérieur de la tente. Les fans crient et applaudissent entre les chansons, brandissant des bâtons lumineux, ce qui colle bien au terme « new rave ». Ce terme est inventé par Joe Daniel, le fondateur de Angular Records pour qualifier la musique des Klaxons et est plus tard utilisé par le NME pour décrire cette scène en plein essor.
Le premier single de leur premier album, Golden Skans, est sorti le 22 janvier 2007. Il atteint la 16e place de l'UK Singles Chart sur ses seules ventes en téléchargement. Il est monté à la 14e la semaine d'après puis à la 7e quand le CD est sorti. Le 24 janvier, les Klaxons jouent sur la BBC Radio 1, interprétant Golden Skans, et une reprise de Justin Timberlake My Love, encensée par Jo Whiley. Le groupe sort par la suite It's Not Over Yet une reprise d'une chanson dance de Grace avec en face B la fameuse reprise de My Love, qui atteint la 13e place de l'UK Singles Chart.
Leur premier album, intitulé Myths of the Near Future, sort le 29 janvier 2007 et entre directement à la deuxième place de l'UK Album Charts derrière Not Too Late de Norah Jones. Jamie Reynolds, le chanteur et bassiste de Klaxons, se casse la jambe, le samedi 21 juillet 2007, en sautant de scène à la fin du concert du groupe au Festival Garden Nef à Angoulême. Cela force le groupe à annuler leur passage au Festival des Vieilles Charrues et à repousser leurs dates de concert en Australie qui devaient débuter le 2 août à Sydney et se terminer à Perth le 8 août 2007. Le 1er octobre 2007, le groupe sort A Bugged Out Mix, une double compilation contenant 27 titres qui les ont influencés, mixé exclusivement par Jamie Reynolds. Les Klaxons jouent avec la chanteuse Rihanna sur la chanson Umbrella qui était mixée en l'arrière-plan avec leur titre Golden Skans lors de la soirée des Brit Awards qui s'est tenue à Londres le 20 février 2008.

### Surfing the Void(2007–2011)
Les discussions autour d'un deuxième album débutent en novembre 2007, lors de la tournée. Taylor-Davis déclare que les influences pour ce nouvel opus incluent le dubstep, la dance et la folk. Le groupe participe au premier album de Steve Aoki, Pillowface and His Airplane Chronicles, avec le remix de Soulwax de Gravity's Rainbow,. En février 2008, le groupe commence à enregistrer des morceaux avec le producteur Tony Visconti, avant d'autres sessions d'enregistrement, entre autres, avec le producteur Focus à peine un mois après. Les Klaxons font leur retour Live avec une série de concerts en Europe et en Amérique du Sud au cours d'octobre 2008, incluant deux nouveaux morceaux, Valley of the Calm Trees et Moonhead. Dans une interview au NME de novembre, le groupe confirme qu'ils iront en France pour enregistrer avec James Ford, afin de finaliser l'album pour Noël et le sortir début 2009.
Lors d'un concert dans un petit club de Londres, Madame Jojo's, le groupe joue de nouvelles chansons Imaginary Pleasures et In Silver Forest en plus des Valley of the Calm Trees et Moonhead. En mars 2009, la rumeur circule que le groupe serait reparti en studio pour ré-enregistrer une partie de leur album après avoir été rejetée par le label Polydor. The Sun confirme que le label l'a jugé « trop expérimental » pour une commercialisation. Reynolds déclare «... nous avons fait un disque psychédélique vraiment dense » et que « ce n'est pas une bonne chose pour nous [le groupe]. » Dans une interview à BBC News, Reynolds annonce que Moonhead et le nouveau Marble Fields and the Hydrolight Head of Delusion en feraient « probablement partie », et qu'ils travailleraient avec Simian Mobile Disco production en avril-mai 2009. Reynolds ajoute que Valley of the Calm Trees a été rebaptisé The Parhelion pour tenir compte de ses paroles. James Ford, de Simian Mobile Disco, a confirmé travailler avec le groupe plus tard dans l'année, affirmant dans un entretien avec Newsbeat qu'ils avaient « ... essayé de le garder le côté mélodique et vocal parce que c'est un de leurs gros points forts.
Le 22 mai 2009, le groupe annonce un concert unique le 3 juin à la discothèque Kasbah de Coventry. Le groupe fait finalement aussi la première partie de Blur pour leur retour sur scène le 26 juin au Manchester Evening News Arena, avant de faire aussi un set surprise au festival de Glastonbury le lendemain,. La performance comprenait en outre de nouvelles chansons Hoodoo Bora, Future Memory et Echoes. En plus de Glastonbury, le groupe tourne dans de nombreux autres festivals cet été là dont le Bestival, l'Ibiza Rocks, en tête d'affiche du festival Croatian Hartera, et au Rock en Seine pour la France.
En novembre 2009 le groupe travaille désormais avec le producteur Ross Robinson. Le groupe déclare qu'ils s'étaient égarés avec Ford, qui officiait en tant que producteur et batteur ce qui amena des difficultés. L'enregistrement s'achève en février 2010 à la satisfaction du groupe et du label.
Le 25 mai 2010, Zane Lowe dévoile en exclusivité le titre Flashover sur BBC Radio 1, le premier titre concret du groupe en trois ans,,. Le titre - qui ne sortira pas en single - sera disponible sur le nouvel album du groupe intitulé Surfing the Void qui sortira le 23 août 2010. Il sera précédé du single Echoes. Pour promouvoir son nouvel album, le groupe commence les concerts depuis mai rejoints par Anthony Rossomando sur scène. Il se vend à près de 30 000 exemplaires au Royaume-Uni, bien loin des 350 000 exemplaires engendrés par leur premier album et est le dernier publié chez Universal/Polydor.
Le 25 décembre 2010, le groupe publie un EP gratuit qui comprend des morceaux de leur album enregistrés entre 2007 et 2008, intitulé Landmarks of Lunacy.

### Love Frequency(2012–2015)

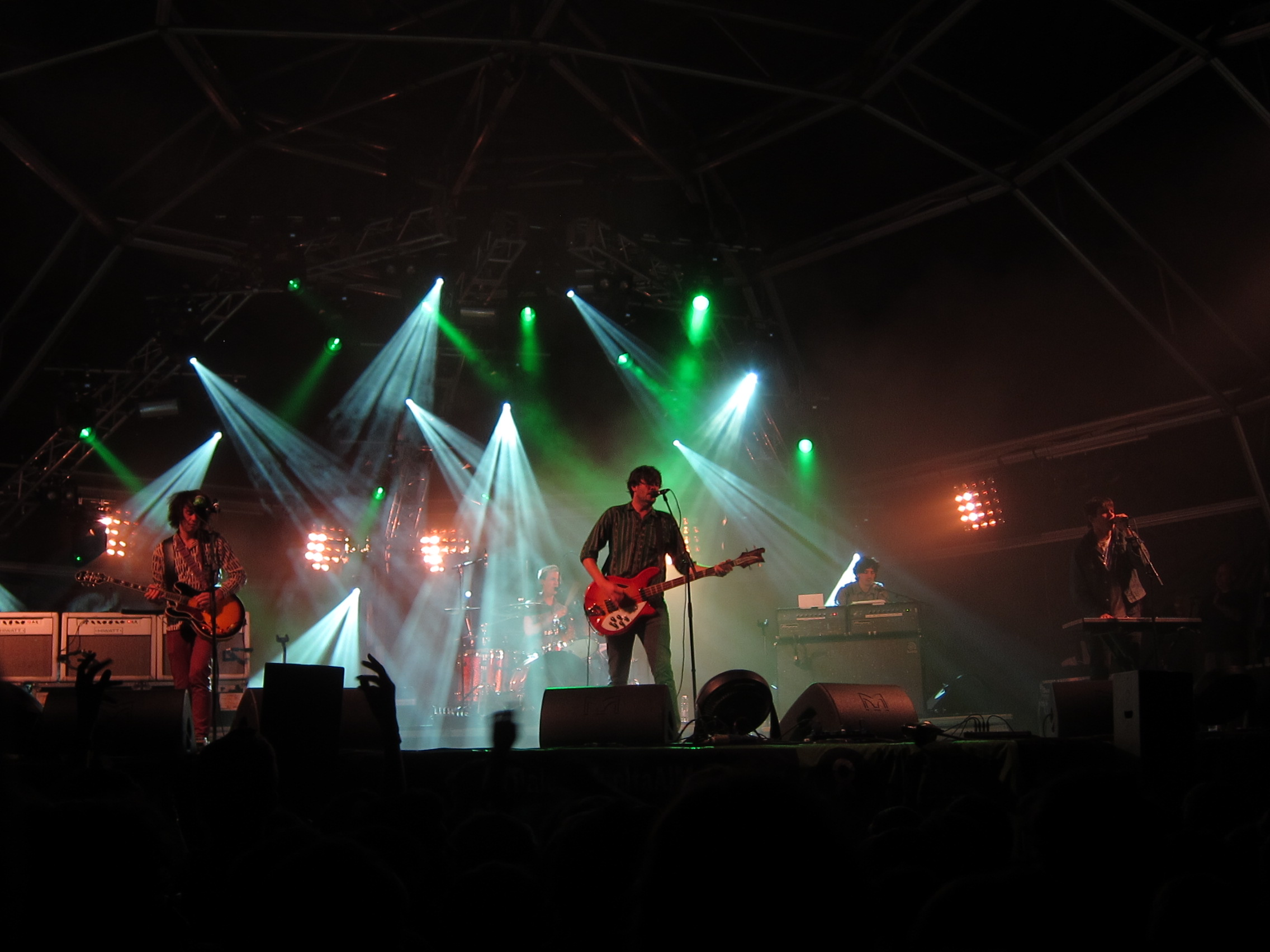
Klaxons en concert en 2011.

En janvier 2012, Klaxons annonce sur Twitter les débuts des enregistrements de leur troisième album le 30 janvier. Le NME rapporte que l'album est « annoncé plus tard » dans l'année . Au Berlin Festival 2013, ils jouent les nouveaux morceaux Children of the Sun, Invisible Forces, Love Frequency, Rhythm of Life et New Reality qui seront inclus dans leur nouvel album.
Le premier single, There is No Other Time, est une collaboration avec le duo de production britannique Gorgon City, et est diffusé en avant-première par Zane Lowe sur la BBC Radio 1 le 3 février 2014, avant de devenir morceau du jour sur la Radio 1. Avec Children of the Sun, produit par Tom Rowlands des Chemical Brothers, le single face-AA est publié le 30 mars 2014 suivi par une tournée de quatre dates. Le 10 février, Children of the Sun, est diffusé par Steve Lamacq sur la BBC Radio 6. There is No Other Time atteint la 42e place de l'UK Singles Chart. Leur troisième album, Love Frequency, est publié le 16 juin 2014. Il atteint la 38e place de l'UK Chart.
En octobre 2014, le groupe annonce des dates européenne pour octobre et novembre, et japonaises et sud-américaines pour janvier 2015 avant leur « tournée d'adieu. » L'agent du groupe sera incapable de confirmer la séparation du groupe.

## Style musical
Par l'engouement soudain qu'il a suscité et la nouveauté des sonorités utilisées, le groupe Klaxons a dans un premier temps été difficile à classer. Cette situation a conduit à l'emploi de qualificatifs aussi originaux que Klaxons pouvait paraître en 2006. Par exemple, HMV qualifie leur style musical de « acid-rave sci-fi punk-funk », tandis que de leur côté, les Klaxons se sont placés dans la catégorie « psychédélique / progressive / pop » sur le site MySpace,. Il semblerait finalement que ce soit Joe Daniel, fondateur du label Angular Record, qui a sorti le premier single du groupe qui ait remporté la mise, en les qualifiant de new rave. Suivant le même phénomène que le grunge des années 1990, le terme est ensuite repris par les médias, comme le NME, qui en les rapprochant de groupes tels que Cansei de Ser Sexy ou Hadouken! a contribué à la reconnaissance d'un nouveau courant musical.
Bien que Klaxons soit principalement influencé par les formations rock classiques (guitare/basse/batterie/clavier), d'autres influences moins évidentes ont donné sa direction au « son Klaxons », comme la rave des années 1990 qu'ils s'approprient et redéfinissent à la sauce post-moderne. Ces influences sont peut-être plus flagrantes dans leurs reprises du hit rave The Bouncer de Kicks Like a Mule et Not Over Yet de Grace.
Si les Klaxons sont toujours cités comme étant le groupe qui a défini le mouvement new rave, qui a connu son âge d'or dans les mois qui ont suivi la sortie de Myths Of The Near Future, le groupe s'est efforcé d'éviter d'être catalogué en tant que tel. Néanmoins, Jamie Reynolds n'exprime aucun regret face à cette assimilation, en affirmant que « [...] c'est épatant que ça ait commencé comme une plaisanterie et que c'en est devenu une sous-culture d'ados[réf. nécessaire]. »

## Membres

### Derniers membres
- Jamie Reynolds - chant, basse (2005–2015)
- James « The Cat » Righton - chant, synthétiseur, basse (2005–2015)
- Simon « Captain Strobe » Taylor-Davis - guitare, chœurs (2005–2015)

### Membre de tournée
- George Latham - batterie (2013-2015)

### Ancien membre
- Steffan « Bellringer » Halperin - percussions, chœurs (2007-2013)

## Discographie

### Singles
| Année | Titre                           | Label                         | UK  | Album                    | Notes                     |
| ----- | ------------------------------- | ----------------------------- | --- | ------------------------ | ------------------------- |
| 2006  | Gravity's Rainbow / The Bouncer | Angular Recording Corporation | —   | N/A                      |                           |
| 2006  | Atlantis to Interzone           | Merok Records                 | —   | Myths of the Near Future |                           |
| 2006  | Magick                          | Polydor                       | 29  | Myths of the Near Future |                           |
| 2007  | Golden Skans                    | Polydor                       | 7   | Myths of the Near Future |                           |
| 2007  | Gravity's Rainbow               | Angular Recording Corporation | 35  | Myths of the Near Future | Réengistrement            |
| 2007  | It's Not Over Yet               | Polydor                       | 13  | Myths of the Near Future |                           |
| 2007  | As Above, So Below              | Polydor                       | N/A | Myths of the Near Future | Sorti en France seulement |
| 2010  | Echoes                          |                               | N/A | Surfing the Void         |                           |
| 2010  | Twin Flames                     |                               | N/A | Surfing the Void         |                           |

### Apparitions

#### Compilations
- 2006 : Gravity's Rainbow - Sur la compilation Future Love Songs (novembre 2006), Angular Recording Corporation
- 2006 : 4 Horsemen of 2012 - Sur la compilation Digital Penetration (juillet 2006), Delete Yourself
- 2007 : Golden skans sur la compilation Electronic Beats Collectables Volume 1 Digital
- 2007 : Golden skans sur la compilation Xbox Soundtracks Presents...Start
- 2009 : Sweetheart sur EP Sweetheart du label Blast First Petite

#### Jeux vidéo
- Le titre Gravity's Rainbow figure dans le jeu vidéo Tony Hawk's Project 8
- Le titre Atlantis to Interzone figure dans le jeu vidéo Dancing Stage Universe 2
- Les titres Gravity's Rainbow et Atlantis to Interzone figurent dans le jeu vidéo Pro Evolution Soccer 2010
- Le titre Golden Skans figure dans le jeu vidéo Gran Turismo 5 Prologue
- Le titre Golden Skans figure dans le jeu vidéo Guitar Hero: On Tour
- Les titres Echoes et Twin Flames figurent dans le jeu vidéo Need for Speed: Hot Pursuit
- Le titre Atlantis To Interzone figure dans le jeu vidéo Need for Speed: ProStreet

#### Séries
- Le titre Atlantis To Interzone figure dans l'épisode 2 de la première saison de Misfits

## Récompenses
- 2007 : NME Awards : Meilleur nouveau groupe[54]
- 2007 : Mercury Music Prize : Myths of the Near Future
- 2007 : XFM : Live Breakthrough Act (Meilleur concert d'un nouveau groupe)
- 2008 : NME Awards : Meilleur album Myths of the Near Future
- 2008 : Ivor Novello Awards : Meilleure chanson contemporaine (nomination seulement) Golden Skans
- 2008 : NME Awards USA : Meilleure chanson internationale Golden Skans